# Ptakowa Turnia

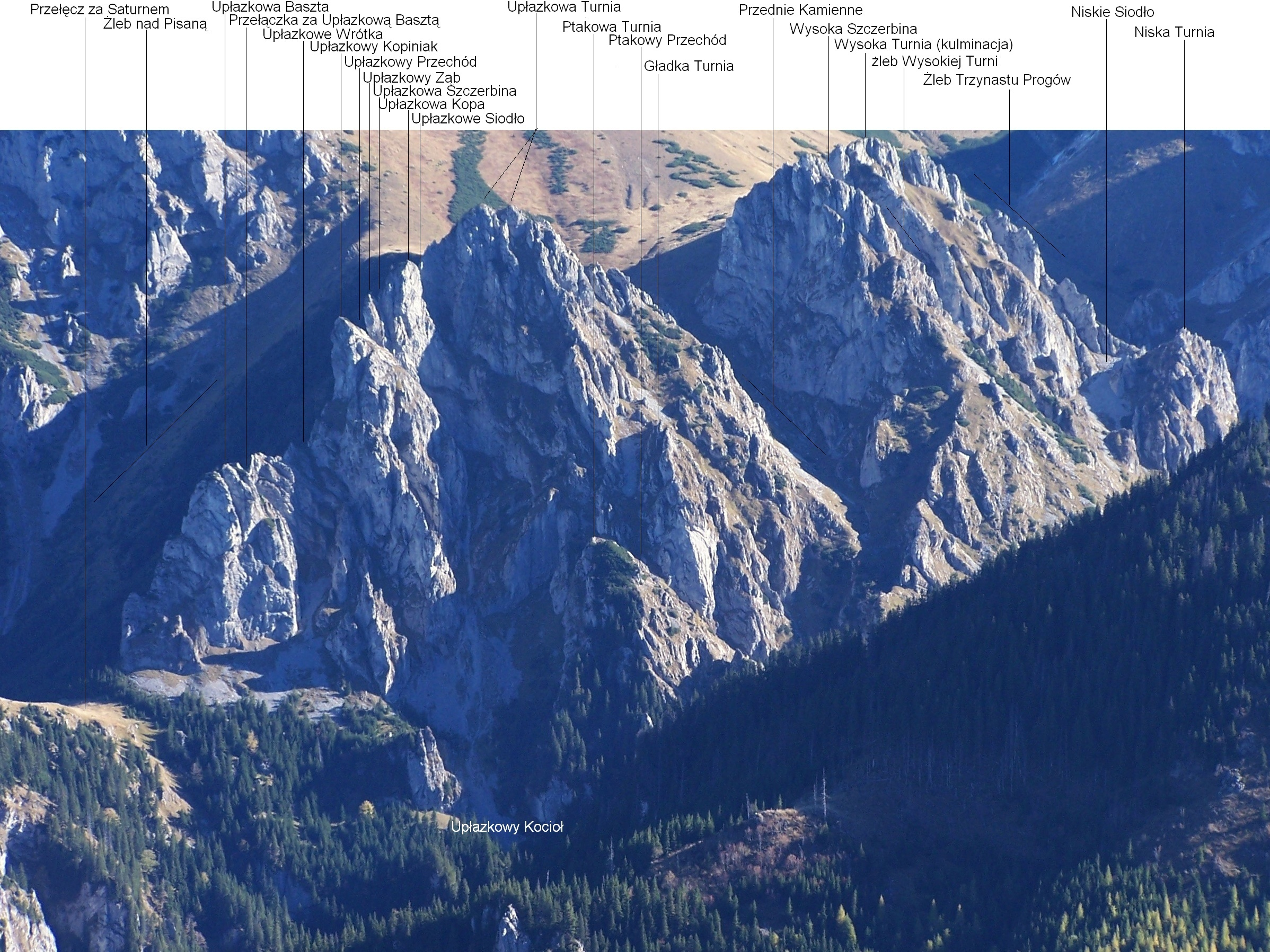
Widok z Ornaku

Ptakowa Turnia – turnia w orograficznie prawych zboczach Wąwozu Kraków w Tatrach Zachodnich. Znajduje się w zakończeniu południowo-zachodniej grzędy Upłazkowej Turni. Opada częściowo zalesionym, a częściowo skalisto-trawiastym stromym zboczem ze ściankami do Rynku i Upłazkowego Kotła w Wąwozie Kraków. Od masywu Upłazkowej Turni i położonej nieco wyżej Gładkiej Turni oddzielona jest Ptakowym Przechodem. U podnóży Ptakowej Turni znajduje się oryginalna formacja skalna – wielka nyża z blokami skalnymi, zwana Kościołem.
Ptakowa Turnia sama w sobie nie stanowi dla taterników celu wspinaczkowego. Prowadzi przez nią dolny odcinek drogi wspinaczkowej na Upłazkowa Turnię przez Ptakowy Przechód (w przewodniku Tatry. Cz. 3 Władysława Cywińskiego jest to droga nr 91). Odcinek przez Ptakową Turnię ma w zależności od wyboru drogi I (przez grzędę nad Kościołem) lub III stopień trudności (przez żlebek nad Kościołem). W ścianach Ptakowej Turni znajduje się Jaskinia pod Okapem.